# Блок 28
Блок 28 је један од блокова на Новом Београду, и део је месне заједнице Академија.

## Положај
Блок 28 се налази у централном делу Новог Београда. Оивичен је улицама Булевар уметности, Булевар Милутина Миланковића, Шпанских бораца и аутопутем Београд-Загреб односно улицом Булевар Арсенија Чарнојевића.
Граничи се са Блоком 24, Блоком 29, Блоком 41 и Блоком 39.

## Привреда и образовање
У Блоку 28 се налази основна школа Радоје Домановић, вртић Славуј као и огранак дома Здравља Нови Београд, неколико трговинских ланаца, као и велики број услужних и занатских радњи.

## Историја градње
Изградња првих зграда у блоку започела је 1970. године и трајала је све до 1974. године када је блок у потпуности изграђен.
Архитекта који је пројектовао изградњу свих објеката у блоку је Илија Арнаутовић, док су за екстеријер били задужени архитекти Цвета Давичо и Љубица Чабаркапа.

## Саобраћај
До блока се градским превозом може стићи аутобусима
- линија 18 (Медаковић III - Земун, Бачка/).[2]
- линија 88 (Земун, Кеј ослобођења - Нови Железник).[3]
- линија 601 (Сурчин - Београд на води).[4]
- линија 94 (Блок 45 - Ресник, Едварда Грига).[5]
- линија 67 (Зелени венац - Блок 70а).[6]
- линија 71 (Зелени венац - Ледине)

## Занимљивости
Свеобухватни бруталистички архитектонски приступ блокова довео је до тога да су их људи након њихове изградње звали спаваоница.
Две зграде „телевизорке” у блоку 28, назване тако због бетонских прозорних оквира које подсећају на оквир тв екрана, дугачке и лако уочљиве, надалеко су познате становницима Београда, а и шире.
Због свог карактеристичног изгледа постале су предмет критика народа али и других архитеката широм земље, па са тим и један од симбола Новог Београда.
Поред чувених „телевизорки” у блоку се још налази и зграда названа „потковица”, због свог полукружног облика.

## Галерија
- Поглед из ваздуха на "Телевизорку" (две зграде) и "Потковицу" у средини
- телевизорка близу
- Биста Петру II Петровићу Његошу
- 4 облакодера на углу Булевара Уметности и Милутина Миланковића
- ОШ „Радоје Домановић”
- Зграда "Телевизорка"